# Adinandra angulata
Adinandra angulata är en tvåhjärtbladig växtart som beskrevs av Ridley. Adinandra angulata ingår i släktet Adinandra och familjen Pentaphylacaceae. Inga underarter finns listade i Catalogue of Life.